# Espaço Cultural Estação Cantareira
Espaço Cultural Estação Cantareira, Estação Cantareira ou Espaço Cantareira é um centro cultural no bairro de São Domingos, na cidade de Niterói, no Rio de Janeiro, no Brasil. Foi instalado no prédio reconstruído do antigo estaleiro e estação das barcas construído no início do século XX, restaurado para funcionar como espaço cultural. Shows, gastronomia, shopping e produção cultural se encontram neste conjunto histórico-cultural.
Localiza-se na Rua Alexandre Moura, na Praça Leoni Ramos, mais conhecida como Praça da Cantareira, onde há grande movimento em bares e restaurantes à noite. O entorno da Estação Cantareira é conhecida como a "Lapa de Niterói", por reunir uma forte vida boêmia com a presença de estudantes universitários, professores, intelectuais, profissionais liberais e artistas. Esse circuito boêmio, cuja principal atração é a Estação Cantareira, segue até o bairro vizinho do Gragoatá.

## História
O nome "Cantareira" deve-se ao Portal da Cantareira, a denominação usada para as fachadas do prédio das ruínas remanescentes do antigo estaleiro e estação das barcas da Companhia Cantareira e Viação Fluminense, em seu tempo oficialmente denominada "Oficinas Rodrigues Alves", também conhecida de Oficina Cantareira, em frente à praça Leoni Ramos. 
A Oficina Cantareira passou décadas sendo subutilizado após o incêndio em 1959 provocado pela Revolta das Barcas. Na década de 1970, a construção do Aterro da Praia Grande na orla de Niterói inutilizou-a como estaleiro, passando então a servir como garagem de bondes e depois de ônibus da companhia pública estadual Companhia de Transportes Coletivo (CTC).
A partir da década de 1990, os antigos casarões do entorno do antigo Largo de São Domingos, atual praça Leoni Ramos, passaram a transformar-se em bares e restaurantes, devido à presença do Campus do Gragoatá da Universidade Federal Fluminense, inaugurado no início dessa década em terreno fronteiro ao das "ruínas-garagem", tombado pelo Instituto Estadual do Patrimônio Cultural (Inepac). 
O antigo Estaleiro Rodrigues Alves em 1994 foi cedido pela Companhia de Navegação do Estado do Rio de Janeiro (CONERJ) à Prefeitura de Niterói, sob forma de comodato, com a finalidade de, nele, ser instalado um centro de atividades culturais permanentes e eventos programados. Na sequência, o terreno do Portal Cantareira passa a abrigar um espaço cultural improvisado, a Estação Livre Cantareira, que viu surgir movimentos culturais importantes na cidade como Movimento Pop Goiaba, Arte Jovem Brasileira e Arariboia Rock, gerando uma forte vida cultural e boêmia que reforçou a revitalização do bairro de São Domingos.

## Atualmente
Após interferência da Prefeitura Municipal na metade da década de 2000, o prédio passou por intensa restauração para reconstituir o edifício e adaptá-lo para abrigar um centro cultural. Contudo, no momento, o Espaço Cantareira está subutilizado. Ao invés de alojar a Companhia Municipal de Ballet de Niterói e também destinar dias de sua programação às pautas sociais e aos artistas locais como estava planejado, está sendo utilizado apenas por uma empresa privada para abrigar uma casa noturna. 
Antes utilizado por músicos e artistas em geral da cidade, está atualmente em poder da Barcas S/A, embora o edifício não fosse arrolado nos bens transferidos na privatização da CONERJ, que a sublocou a uma boate. Atualmente, há um movimento popular denominado "A Cantareira é Nossa" que reivindica a encampação do centro cultural pelo Poder Público. Por sua vez, a Prefeitura Municipal de Niterói e o Governo do Estado estudam formas de retomar o imóvel e requalificar seu uso.